# Televisão na Alemanha
A televisão na Alemanha começou em Berlim em 22 de março de 1935, transmitindo 90 minutos três vezes por semana. Foi a primeira estação de televisão pública do mundo, chamada Fernsehsender Paul Nipkow. O mercado de televisão alemão tinha aproximadamente 36,5 milhões de residências de televisão em 2000, tornando-se o maior mercado de televisão da Europa. Atualmente, 95% dos lares alemães têm pelo menos um receptor de televisão. Todos os principais canais de televisão alemães são gratuitos.

## História

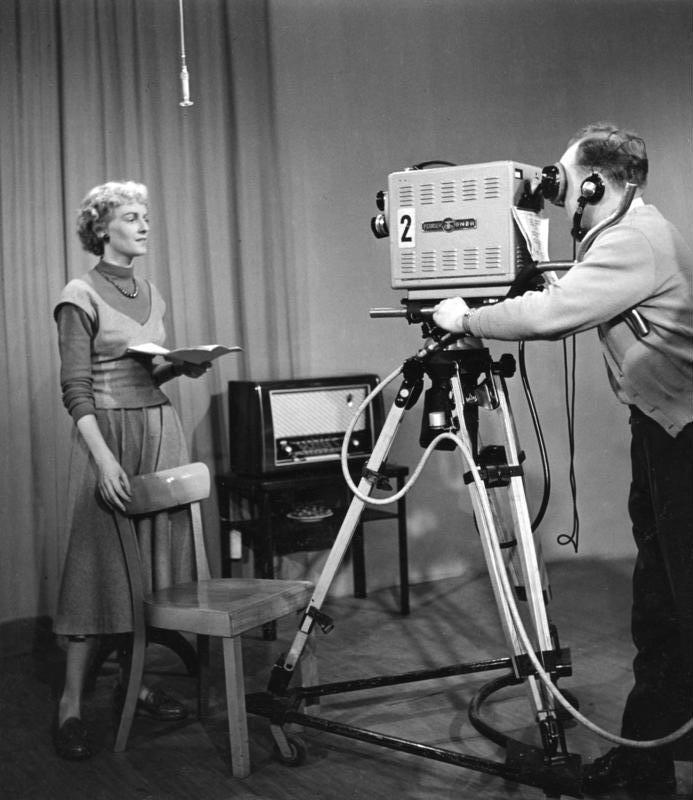
Locutora de continuidade Gabriela Hellweg nos estúdios WDR em Colônia (novembro de 1953)

Em 1948, as forças de ocupação britânicas permitiram que a NWDR transmitisse programas de televisão para a zona britânica. Outras redes regionais também começaram a lançar televisão em suas próprias áreas. Enquanto isso, a RDA estava lançando seu próprio serviço de televisão, o Deutscher Fernsehfunk (DFF), baseado no modelo soviético.
Um cronograma regular começou com a cooperação de todos os membros da ARD em 1954. Princípios básicos nas áreas centrais de entretenimento, informação e esclarecimento foram estabelecidos e as peças de televisão desenvolvidas como a própria forma de arte específica do médium. As melhorias na tecnologia e na programação, bem como a redução de preços, levaram a um aumento constante dos detentores de licenças, e o número de licenças ultrapassou a marca de 1 milhão em outubro de 1957.
Em 1 de abril de 1963, a segunda rede de televisão prometida, a Zweites Deutsches Fernsehen (Segunda Televisão Alemã), começou. Ao contrário da ARD, que foi regionalizada e teve suas raízes no rádio, a ZDF era um canal centralmente organizado dedicado exclusivamente à televisão. No dia 25 de agosto de 1967, às 9h30 da ARD e da ZDF, o vice-chanceler Willy Brandt iniciou a era da TV em cores na Alemanha Ocidental, pressionando um botão de lançamento simbólico na Feira Internacional de Rádio e TV em Berlim Ocidental.
A Alemanha Oriental iniciou o DFF2 em 1969 e introduziu a programação em cores em ambos os canais. Em 1972, o DFF foi renomeado, abandonando a pretensão de ser um serviço de toda a Alemanha e tornando-se Fernsehen der DDR (Televisão GDR) ou DDR-FS. Seus dois canais ficaram conhecidos como DDR1 e DDR2.
As duas primeiras redes de TV com financiamento privado, RTL plus (abreviação de Radio Television Luxemburg) e SAT 1, iniciaram sua programação na Alemanha Ocidental em 1984. (Anteriormente, RTL foi transmitido do Luxemburgo, mas só foi recebido em partes do sudoeste da Alemanha).
Após a reunificação, as emissoras de TV da República Democrática Alemã foram dissolvidas e os remanescentes foram usados para fundar novas redes regionais, por exemplo. o Mitteldeutscher Rundfunk (Central German Broadcasting), como parte da ARD. Além disso, mais estações privadas de TV foram abertas, tornando-se disponíveis através de cabo, satélite e, em alguns casos, através das ondas de rádio.

## Mercado
Hoje, com quase 40 milhões de residências de TV, 365 canais de TV licenciados na Alemanha e um volume total de mercado de € 9,615 bilhões em 2008, a Alemanha representa um dos maiores e mais diversificados mercados de TV do mundo. O segmento de receita mais forte na Alemanha é o financiamento público (€ 4.430 milhões em 2008), seguido por publicidade (€ 4.035 milhões) e assinatura (1.150 € milhões). Essa posição dominante no mercado de canais de TV gratuitos públicos e de propaganda na Alemanha explica por que o segmento alemão de TV por assinatura tem um desempenho significativamente inferior em comparação internacional.
Em termos de participação total no mercado de TV, os líderes de mercado da Alemanha em 2017 foram novamente os dois maiores emissores de serviço público (ZDF com 13,0% e Das Erste com 11,3%) e os dois principais canais comerciais (RTL com 9,2% e SAT.1 com 6,7%). O principal provedor de TV paga foi a Sky Deutschland (veja abaixo). Os maiores fornecedores de televendas na Alemanha são o QVC e o HSE24.
Com 18,1 milhões de residências de TV, o satélite é a infra-estrutura de TV dominante na Alemanha, seguido pelo cabo (17,9 milhões de residências de TV) e terrestre (3,8 milhões de residências de TV). Em uma pesquisa de 2010, metade dos telespectadores alemães disseram que muitas vezes não encontravam nada para assistir na televisão.
A esfera germanófona é o maior mercado de dublagem na Europa. Os programas de TV estrangeiros e outros formatos são frequentemente dublados em alemão, enquanto os formatos legendados com a língua original também estão se tornando mais populares.

## Canais

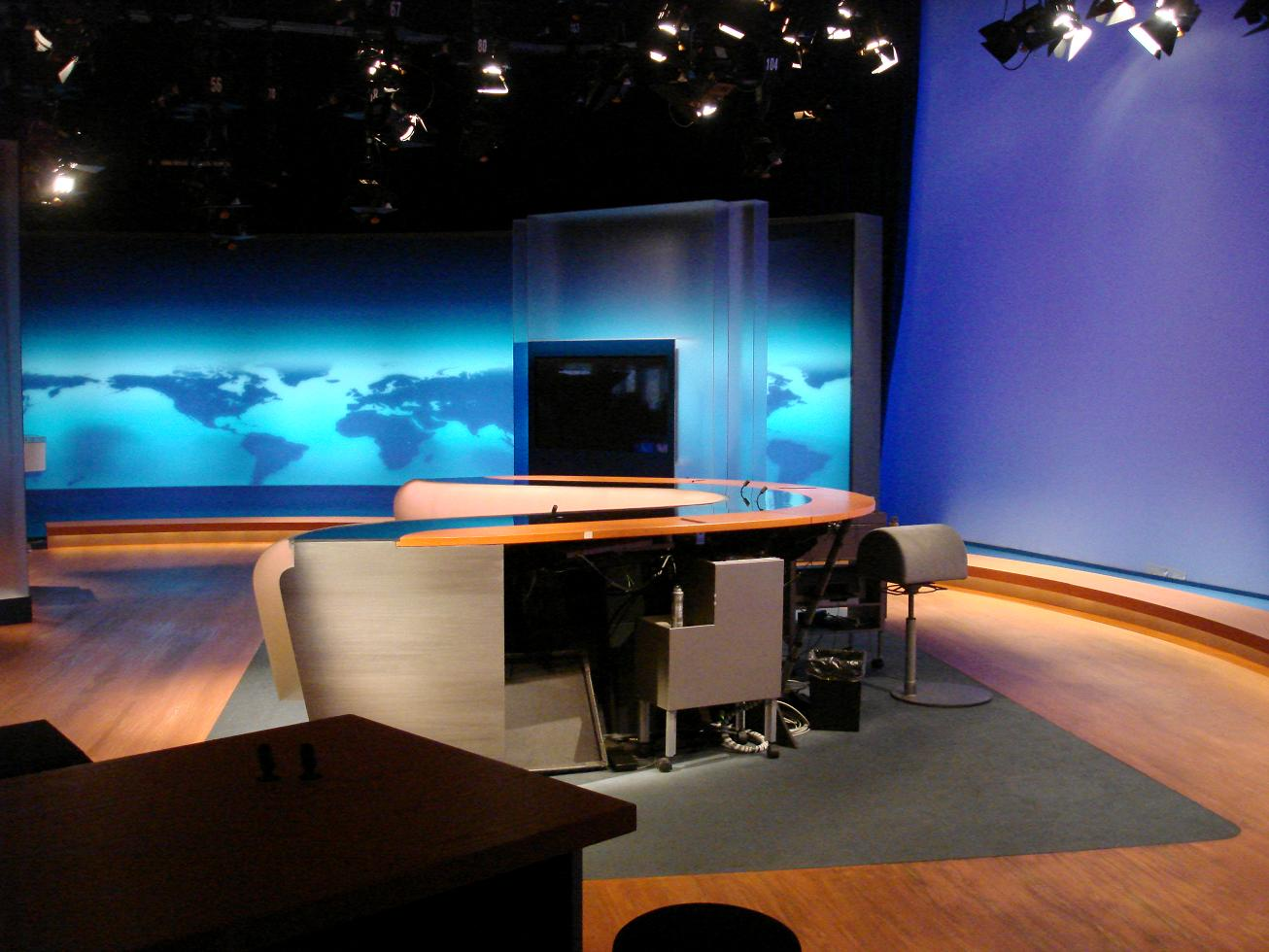
Estúdio do noticiário Tagesschau

Os canais com a maior audiência em 2017 são:
| Posição | Canal      | Proprietário         | Audiência total em 2017 % | Audiência total em 2011 (%) | Comparação 2017/2011 |
| ------- | ---------- | -------------------- | ------------------------- | --------------------------- | -------------------- |
| 1       | ZDF        | ZDF                  | 13.0                      | 12.1                        | (0.9)                |
| 2       | Das Erste  | ARD                  | 11.3                      | 12.4                        | (1.1)                |
| 3       | RTL        | RTL Group            | 9.2                       | 14.1                        | (4.9)                |
| 4       | Sat.1      | ProSiebenSat.1 Media | 6.7                       | 10.1                        | (3.4)                |
| 5       | VOX        | RTL Group            | 5.1                       | 5.6                         | (0.5)                |
| 6       | ProSieben  | ProSiebenSat.1 Media | 4.5                       | 6.2                         | (1.7)                |
| 7       | kabel eins | ProSiebenSat.1 Media | 3.4                       | 4.0                         | (0.6)                |
| 8       | RTL II     | RTL Group            | 3.2                       | 3.6                         | (0.4)                |

A quota combinada dos chamados Terceiros Programas da ARD (emissoras regionais WDR, NDR, SWR, etc.) foi de 12,4% em 2014.

### Canais de assinatura
O único canal de assinatura da Alemanha, Premiere, teve seu auge no milênio. Estreia ofereceu as transmissões do campeonato de futebol alemão - a Bundesliga. A "Bundesliga" foi a vaca do premiere, mas eles perderam os direitos de transmissão em 2006 para um concorrente recém-formado - Arena. Estreia foi a ideia do ex-czar da televisão, Leo Kirch. Ele entrou em insolvência após uma década de perda de espectadores de seu canal de assinatura, o DF1 (Digital TV 1). A empresa recuperou terreno com seu novo gerente, Georg Kofler. Ele está tentando atrair os espectadores comprando novos shows internacionais e, em seguida, apresentando-os aos telespectadores alemães (o Lost, da ABC, foi exibido pela primeira vez no Premiere). Kofler e Kirch compraram filmes internacionais de estúdios de cinema americanos com antecedência para que pudessem transmiti-los um ano após o lançamento. Normalmente, os filmes americanos são exibidos em canais que não são de assinatura (TV gratuita) três anos após seu lançamento. A Premiere oferece uma combinação de vários canais com o Animal Planet, o Discovery Channel e o Disney Channel; além de vários canais temáticos para música, crime e esporte.
Em 2005, várias empresas de cabo alemãs criaram um novo desafio para o Premiere - ARENA. As empresas participantes são iesy (Hesse) e ish (TV) (Renânia do Norte-Vestfália) através de sua parceria combinada chamada "Unity Media". A Arena, uma empresa bem pequena, queria comprar os direitos de TV paga à Bundesliga alemã e venceria por decisão da diretoria de marketing da DFL. Os direitos de transmissão da Bundesliga são considerados lucrativos no mercado de televisão alemão, de modo que os detentores de direitos anteriores, Premiere, sofreram um duro golpe em seu modelo de negócios. Arena realizou os direitos de 2006 a 2008. Outras negociações foram devidas em 2008 para a transmissão da Bundesliga.

## Emissoras públicas

Mapa da emissora membro da ARD

Como dito acima, a ARD foi a primeira estação de transmissão alemã. Tem uma estrutura orientada pelo governo federal. Atualmente, nove emissoras de TV regionais cooperam para produzir programas para a rede de TV conhecida como Das Erste (The First):
- Norddeutscher Rundfunk - Transmissões do norte da Alemanha - Hamburgo, Baixa Saxônia, Schleswig-Holstein e Mecklenburg-Vorpommern
- Radio Bremen - também emissora de televisão - Bremen
- Rundfunk Berlin-Brandenburg - Transmissão de Berlim-Brandenburgo - Berlim e Brandemburgo
- Mitteldeutscher Rundfunk - Central Alemão Broadcasting - Saxônia, Saxônia-Anhalt e Turíngia
- Westdeutscher Rundfunk - Transmissão da Alemanha Ocidental - North Rhine-Westphalia
- Hessischer Rundfunk - Hessian Broadcasting - Hesse
- Südwestrundfunk - South Western Broadcasting - Baden-Württemberg e Renânia-Palatinado
- Saarländischer Rundfunk - Saarland Broadcasting - Sarre
- Bayerischer Rundfunk - transmissão bávara - Baviera

Sete destes radiodifusores executam os seus próprios programas regionais de televisão (The Third), a maioria deles utiliza várias frequências e apresenta opções de exclusão locais. Enquanto as redes NDR, RBB, MDR e SWR de vários estados têm versões estaduais (por exemplo, RBB Berlim, MDR Sachsen, NDR Hamburgo), BR e WDR têm opt-outs regionais abaixo do nível estadual (BR: Norte e Sul, WDR: 11 versões ). Algumas pequenas regiões, como Bremen (RB) e o Sarre (SR), têm suas próprias emissoras, principalmente por razões históricas. Eles só contribuem para o programa de TV nacional Das Erste e produzem um opt-out de estado para sua emissora vizinha (SR-Fernsehen na SWR, Radio Bremen TV na NDR).
- A ARD também possui os seguintes canais: tagesschau24, ARD-alpha, One, Deutsche Welle, EinsPlus (fechado em 2016)
- O ZDF também possui os seguintes canais: ZDFinfo, ZDFneo, ZDFkultur (fechado em 2016)
- A ARD e a ZDF são co-proprietárias dos seguintes canais: KiKa, Phoenix, 3sat, Arte
- A ARD e a ZDF também são co-proprietárias da Deutschlandradio e seus canais Deutschlandfunk, Deutschlandfunk Kultur, Deutschlandfunk Nova, Dokumente & Debatten

## Teletexto

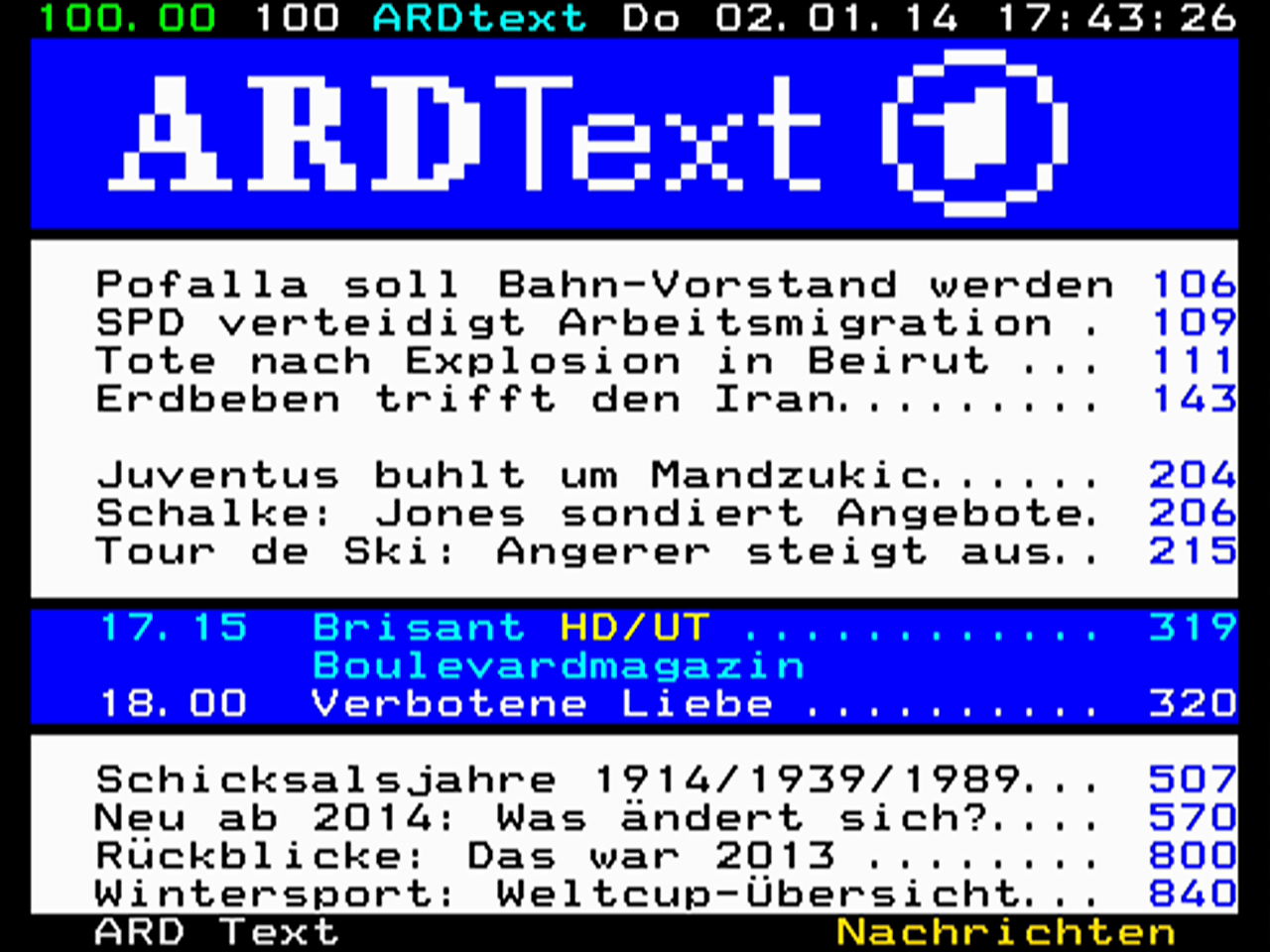
Página de teletexto de início de janeiro de 2014 100 da emissora pública alemã ARD

A Alemanha mantém um serviço regular de teletexto desde 1 de junho de 1980 nos canais públicos de radiodifusão. Quase todas as estações de televisão alemãs têm teletexto.
- 100 Página principal
- 110 notícias
- 300 programação de TV
- 333 no ar
- 600 Chatline, sexo por telefone (apenas canais comerciais)
  - ARD: 150 / ZDF: 777 / ProSiebenSat.1: 149 (NB: Os canais alemães do Grupo RTL usam legendas em DVB, sem legendas por teletexto). Legendas são marcadas com a abreviação UT (alemão para Untertitel).

## Recepção
| Tecnologia            | Lares totais | Lares relativos |
| --------------------- | ------------ | --------------- |
| Satélite              | 17,779,000   | 46.1%           |
| TV a cabo (digital)   | 11,229,000   | 29.1%           |
| TV a cabo (analógico) | 6,630,000    | 9.9%            |
| DVB-T                 | 3,865,000    | 10.0%           |
| DSL-TV                | 1,899,000    | 4.9%            |
| All                   | 38,557,000   | 100%            |

### Satélite
A televisão digital por satélite está oficialmente disponível na Alemanha desde 1996. Antes de maio de 2012, a maioria das mais de 30 estações de TV transmitiam seu sinal de satélite usando tanto analógico quanto digital (DVB-S); no entanto, todas as emissões analógicas por satélite cessaram em 30 de abril de 2012.
Actualmente, existe um único operador de satélite de televisão por assinatura na Alemanha - a Sky Deutschland. Antes de ser conhecido como Sky, o serviço recebeu o nome de Premiere; ele (juntamente com seu antigo proprietário, Leo Kirch) entrou em sérios problemas financeiros devido ao uso antecipado e exclusivo de criptografia (Betacrypt, D-box). Posteriormente, a Premiere foi comprada pela News Corporation e renomeada como Sky, mantendo seus serviços de satélite em outros lugares da Europa (Sky (Reino Unido e Irlanda) e Sky Italia).
HDTV via satélite
No final de 2004, o grupo de canais alemães ProSieben exibiu um documentário da BBC e um filme de TV produzido em 1080i via MPEG-2 DVB-S, seguido dos filmes de Hollywood Homem-Aranha e Men in Black II em março de 2005. um teste para futuros serviços comerciais de HD.
A transmissão regular para o ar das versões HD do ProSieben e do Sat.1 começou em 26 de outubro de 2005. Ao contrário das transmissões de teste, o DVB-S2 e o MPEG-4 AVC foram usados. Tanto o ProSieben HD quanto o Sat.1 HD encerraram suas transmissões não criptografadas em 2008; A transmissão em HD criptografada de ambos os canais foi retomada sob a marca HD + (que também incluiu outros canais comerciais; veja abaixo) em janeiro de 2010.
A Premiere, após vários atrasos, começou a transmitir três canais HD - um dedicado a filmes, esportes e documentários - em novembro de 2005, embora não houvesse virtualmente nenhum receptor adequado e certificado disponível no mercado. O conteúdo também era escasso e, portanto, muitas vezes repetido. A Sky (anteriormente Premiere) reutiliza seu sistema proprietário de gerenciamento de direitos digitais embutido em seu sistema de codificação de conteúdo (Nagravision) das transmissões SD para bloquear a saída analógica do canal de filmes do receptor set-top box, permitindo apenas transmissões protegidas por HDCP; os outros canais são menos restritos.
Em 1 de Novembro de 2009, o serviço premium HD + lançado com dois canais, RTL HD e Vox HD, com Sat.1 HD, ProSieben HD e Kabel eins HD juntou-se ao serviço em Janeiro de 2010. O DSF HD (agora denominado Sport1 HD) iniciou as emissões de teste em Agosto de 2010 e lançado totalmente em HD + em 1 de novembro de 2010, seguido por Sixx HD e RTL2 HD em 1 de dezembro de 2010. Em junho de 2011, a Comedy Central HD, a Nickelodeon HD e N24 HD juntaram-se ao serviço, elevando o número de canais oferecidos a 11. Em abril de 2011, o HD + tornou-se disponível para os assinantes da Sky Deutschland sem a necessidade de um HD + CAM e cartão de visualização (embora uma assinatura adicional ainda seja necessária).
Atualmente (a partir de maio de 2012) todos os canais HDTV via satélite são transmitidos usando o codec h.264. A partir de julho de 2014, a maioria dos materiais possui conteúdo SD aprimorado.
HDTV grátis via satélite
Antes de 30 de abril de 2012, havia oito canais HDTV gratuitos originados na Alemanha transmitidos via satélite: HD Erste Das, HD ZDF, Arte HD, HD Anixe, HD EinsFestival, sonnenklar.TV HD, QVC HD e HSE24 HD. Após 30 de abril de 2012, quando cessaram todas as emissões de satélites analógicos, foram disponibilizados dez canais FTA HD adicionais (todos eles canais de serviço público): Phoenix HD, NDR HD, HD WDR, BR HD, SWR HD, ZDFneo HD, ZDFinfo HD, ZDFkultur HD, 3sat HD e KiKa HD. A partir de dezembro de 2013, todos os canais PSB, exceto ARD-alpha, SR Fernsehen e Radio Bremen TV, estarão disponíveis em HD.
TV a cabo
A transmissão a cabo ainda é basicamente analógica, geralmente com cerca de 30 canais disponíveis. A transmissão DVB-C começou em 2004 com o Pay TV Premiere e versões digitais dos canais analógicos.
A transição bastante tardia para o DVB foi causada tanto pelo longo processo de venda da infraestrutura do ex-monopólio da Deutsche Telekom a outros quanto pelo fato de a rede de cabos terminar no meio-fio ou propriedade, com o cabo interno em grandes prédios sendo operado. por uma empresa diferente. Devido a isso, os novos proprietários da rede de cabos da Deutsche Telekom não puderam, em muitos casos, oferecer novos produtos diretamente ao telespectador.
Em 2006, havia três grandes operadoras de cabo, Unity Media em Hesse, Renânia do Norte-Vestfália e Baden-Württemberg e de longe a maior, Kabel Deutschland nos outros 13 estados. Hoje, todas as empresas oferecem cerca de 200 canais de TV por DVB-C, que incluem cerca de 70 canais sem custo extra, bem como várias ofertas de pay-per-view e pacotes baseados em assinatura (como as transmissões de HD de canais privados). , comparável ao HD + no satélite). Além disso, o canal de televisão por assinatura Sky Deutschland também está disponível.
Em alguns complexos de apartamentos muito grandes, várias empresas locais e nacionais operam uma rede de cabo interna que é alimentada exclusivamente por sua própria antena de satélite no prédio, e não pela operadora de cabo local. Os canais de satélite são transcodificados em transmissão analógica, podem ser recebidos por qualquer aparelho de TV sem equipamento extra ou em DVB-C.
A partir de 2014, ainda 17,2% da Alemanha transmite televisão com sinais de cabo analógico, em comparação com 29,1% do cabo digital; isto é semelhante à situação nos Países Baixos, na Suécia e na Bélgica, onde o cabo analógico também é ainda amplamente utilizado.
Terrestre
A recepção terrestre tinha perdido a maioria de seus usuários nos anos 90 devido à extensa cobertura de cabo e satélite. Num processo de dois passos, a radiodifusão televisiva terrestre analógica nos estados de Berlim e Brandemburgo foi desligada em 2003 e substituída por DVB-T, em 2005, cerca de dois terços dos estados da Alemanha começaram a substituir a transmissão analógica. Em 2006, todas as áreas metropolitanas e mais rurais passaram para a transmissão digital. Hoje, apenas bases militares estrangeiras e algumas emissoras de TV locais ainda transmitem no formato analógico.
Enquanto as emissoras públicas ARD e ZDF transmitem em toda a Alemanha, as estações comerciais geralmente só estão disponíveis dentro das áreas metropolitanas, portanto o número de canais disponíveis varia entre 10 e 30. Todos os canais DVB-T1 eram abertos e as emissoras alugavam transmissão serviços diretamente de um operador de transmissão, geralmente Media Broadcast. Estações ARD também usam seus próprios transmissores.
Em junho de 2016, uma mudança gradual de DVB-T com codificação MPEG-2 para DVB-T2 com codificação HEVC foi iniciada. A primeira fase incluiu uma nova transmissão multiplex de seis canais em áreas urbanas selecionadas, além do antigo padrão DVB-T. Os canais DVB-T2 estão transmitindo em 1080p50. Os canais comerciais são criptografados e fazem parte do pacote "Freenet TV". A mudança final para o DVB-T2 ocorreu em etapas, começando com as principais áreas metropolitanas que mudaram em 29 de março de 2017. O último transmissor está planejado para mudar em 2019.

## Séries
Quase todos os programas de ficção na televisão alemã são séries de TV regulares. Enquanto as emissoras públicas predominantemente possui as produções que são transmitidas, as emissoras privadas/redes costumam lançar séries licenciadas do exterior, principalmente dos Estados Unidos. Com um pico nos anos 90, os canais privados exibiram séries de produção própria, como Der Clown(1996-2000), 'Alarm für Cobra 11 - Die Autobahnpolizei(desde 1996), The Sentinel(1994). –1996), Alpha Team- The Lifesaver in OP (1996–2005) ou Wolff's Turf (principalmente de 1992 a 2006) com grande sucesso. Desde o final dos anos 2000, a quantidade de séries originais nas emissoras privadas diminuiu acentuadamente.
A série de maior audiência é o drama policial Tatort, que vai ao ar quase todos os domingos na emissora pública ARD. Corre desde 1970 e tem vários elencos que não estão relacionados entre si.